# Max Holste MH-52
Le Max Holste MH-52 était un avion léger de loisirs et d'entraînement des années 1940, conçu par Max Holste et entièrement construit et produit en France par les Établissements Borel sous la marque Borand dans ses usines à Laval.

## Conception et développement
L'avion est développé au milieu des années 1940. Peu après la Libération de la France, Max Holste domicilie son bureau d'études à Laval, et entreprend avec Vincent André la construction du MH-52 à partir du 12 janvier 1945.
Le MH-52 était un monoplan cantilever à aile basse doté d'une double dérive et un train d'atterrissage tricycle fixe. Il était doté d'un cockpit avec deux sièges côte-à-côte, pour un pilote et un passager ou un élève-pilote. La verrière disposait de renforts structurels et était dotée de portes transparentes coulissant vers l'avant. C'est un appareil entièrement métallique en Duralium, ce qui est une grande nouveauté à l'époque pour les avions de tourisme.
Le prototype effectua son premier vol le 23 juillet 1945 à l'Aéroport de Laval, avec Maurice Finance, comme pilote. L'Office français d'Exportation de Matériel Aéronautique (O.F.E.M.A.) le reconnaît comme étant le plus intéressant dans le monde de l'entraînement des pilotes.
Une évolution du MH-52 fut conçue, le MH-53 Cadet, qui ne fut produit qu'à un seul exemplaire. Il possédait un train d'atterrissage fixe à roulette de queue et d'un moteur de Havilland Gipsy Major 10 (en) de 135 ch (101 kW).

## Histoire opérationnelle
L'avion représente un grand espoir pour les Établissements Borel. Certains pays s'y intéressent : l'Egypte, le Portugal et la Pologne. A la fin de 1945, Vincent André pensait que la construction de 4 à 5 000 appareils était possible.
Le MH-52 est présenté au Concours de Marignane en février 1946 sous l'égide du Ministère de l'Armement pour choisir un avion d'entraînement pour l'Armée française. À l'issue du concours, c'est le Nord 1201 Norécrin qui est préféré au MH-52, en vertu des décisions du ministère de l'Air dirigé par Charles Tillon. Max Holste et André continuent néanmoins leur collaboration avec l'intérêt porté par la Compagnie Générale des Voitures, qui pensait étendre alors son activité aux avions, et qui commanda effectivement 20 modèles de MH-52.
Treize exemplaires de série furent produits, après 1945. La plupart furent utilisés par des aéro-clubs et des pilotes privés en France, mais trois exemplaires furent toutefois livrés à l'Égypte. Le projet de son successeur, le Max Holste MH-60 restera dans les cartons, avec une maquette grandeur de la cabine construite à Laval, qui ne fut pas terminée. Le MH-60 devait être un bimoteur, monoplan à aile basse, quadriplace directement extrapolé du MH-52, à train tricycle, double dérive et équipé de 2 moteurs de 165 chevaux.
L'avion MH-52 est considéré comme l'ancêtre du Max-Holste MH-1521 Broussard

D'après des spécialistes, la préférence accordée par le jury au Norécrin N-1201 s'est finalement avérée désastreuse, cet avion ayant provoqué beaucoup de morts en rase-motte, alors que le MH-52 disposant d'un plus grand coefficient acrobatique assurait davantage de sécurité.
« Motif invoqué : le moindre coût de fabrication de ce dernier (le Norécrin N-1201). Quand on sait le nombre d'amateurs de radada que tueront les Norécrin sur un décrochage ou avec l'empennage classique, gouvernes masquées ou inefficaces aux basses vitesses, il est permis de se dire que ce manque de crédits pèsera de mortelle façon sur un tel choix (...) Plus que simplement discutable, cet abandon du MH-52 peut paraître pour le moins aberrant, si ce n'est pas coupables, avec le recul du temps. Le pilote privé, N°48, décembre 1977. »
.

## Exemplaires préservés
Dans les années 2000, deux MH-52 étaient encore existants. Le MH-52G n°04, avant servi aux essais en vol au CEV, attendait d'être restauré en condition de vol près de Paris, tandis que le n°11 était stocké par un groupe dans un espace privé sur un aérodrome près de Bergerac, en Dordogne.
En 2022, le MH-52R n°11 est entré dans les collections de l'Espace Air Passion.

## Versions
- MH-52 n°01 : Version initiale, dotée d'un train d'atterrissage tricycle et propulsé par un moteur Potez 4D (en) de 150 ch (112 kW). Deux exemplaires furent produits[5]. Il fut plus tard remplacé par un moteur Renault 4P-01 de 140 ch (104 kW).
- MH-52G n°02 à 08 : équipé d'un moteur de Havilland Gipsy Major 1 (en) de 120 ch (89 kW). Sept exemplaires furent produits[5].
- MH-52R n°09 à 12 : équipé d'un moteur Renault 4P-01 de 140 ch (104 kW). Quatre exemplaires furent produits[5].
- MH-53 Cadet n°01 : version à roulette de queue du MH-52, propulsé par un de Havilland Gipsy Major 10 (en) de 135 ch (101 kW). Un seul exemplaire fut produit[5],[2].